# Hexarthra bulgarica
Hexarthra bulgarica är en hjuldjursart som först beskrevs av Wiszniewski 1933.  Hexarthra bulgarica ingår i släktet Hexarthra och familjen Hexarthridae.

## Underarter
Arten delas in i följande underarter:
- H. b. bulgarica
- H. b. canadensis
- H. b. nepalensis